# Pseudotsuga sinensis
Pseudotsuga sinensis là một loài thực vật hạt trần trong họ Thông. Loài này được Dode miêu tả khoa học đầu tiên năm 1912.